# Arystokles
Arystokles – imię męskie pochodzenia greckiego od Αριστοκλης: αριστος (aristos) – „najlepszy” i κλεος (kleos) – „sława, chwała”. Oznaczało „najlepszą sławę”. Było to prawdziwe imię filozofa Platona. Wśród świętych – św. Arystokles, męczennik (II wiek).
Arystokles imieniny obchodzi 23 czerwca.
Znane osoby noszące imię Arystokles:
- Platon
- Atenagoras I, patriarcha Konstantynopola, właśc. Aristokles Spyrou